# Szarytka morska
Szarytka morska, foka szara (Halichoerus grypus) – gatunek drapieżnego ssaka morskiego z rodziny fokowatych, jedyny przedstawiciel rodzaju szarytka (Halichoerus). Dorosłe samce osiągają długość rzędu 2,3 metra przy masie ciała 170–310 kg, zaś samice do około 2 metrów przy masie ciała 105–186 kg. Szarytka morska wiedzie wodno-lądowy tryb życia i jest gatunkiem typowym dla strefy przybrzeżnej. Podstawą diety szarytki są ryby, zarówno pelagiczne, jak i denne. Żywi się także skorupiakami, kałamarnicami i ośmiornicami a okazjonalnie także ptakami. H. grypus zamieszkuje zachodnie i wschodnie części północnego Atlantyku oraz wody Morza Bałtyckiego. W związku z tym, że typ nomenklatoryczny pochodził z populacji zamieszkującej basen Morza Bałtyckiego, to za podgatunek nominatywny uznać należy podgatunek bałtycki i oznaczać go priorytetową nazwą H. grypus grypus (Fabricus, 1791). 
Szarytka jest jednym z trzech gatunków ssaków z rodziny fokowatych zamieszkujących Morze Bałtyckie. Istniejące w przeszłości kolonie szarytek zasiedlających południowy pas wybrzeża Bałtyku od Niemiec po Litwę przestały istnieć. Płetwonogie te tworzą tam jedynie niewielkie skupiska. Z tego powodu zlokalizowana w Helu Stacja Morska Instytutu Oceanografii Uniwersytetu Gdańskiego prowadzi prace badawcze ukierunkowane na przygotowania do eksperymentalnej hodowli i restytucji foki szarej do Zatoki Gdańskiej. Działania Stacji mają wymiar międzynarodowy.

## Dane historyczne
W 1791 roku jako pierwszy badacz szarytkę morską opisał duński profesor historii naturalnej Johan Christian Fabricius i nadał jej nazwę Phoca grypus. W 1820 szwedzki zoolog Sven Nilsson opisał szarytkę morską w „Skandinavisk fauna” jako Halichoerus griseus, gatunek w odrębnym rodzaju. Ostatecznie (1841) szarytka morska została oznaczona jako Halichoerus grypus. Nazwa rodzajowa Halichoerus oznacza w języku greckim „morska świnia” (ἁλι- hali- – morski- < ἁλς hals, ἁλος halos – morze; χοίρος choíros – wieprz, świnia).
Szarytki morskie były znane człowiekowi od wieków. Na Martha’s Vineyard, wyspie położonej na Atlantyku, u wybrzeży amerykańskiego stanu Massachusetts, archeolodzy odkryli kości szarytki morskiej schwytanej przez Indian 4000–6500 lat temu. Na Bałtyku na szarytki polowano już ponad 10 tys. lat temu.

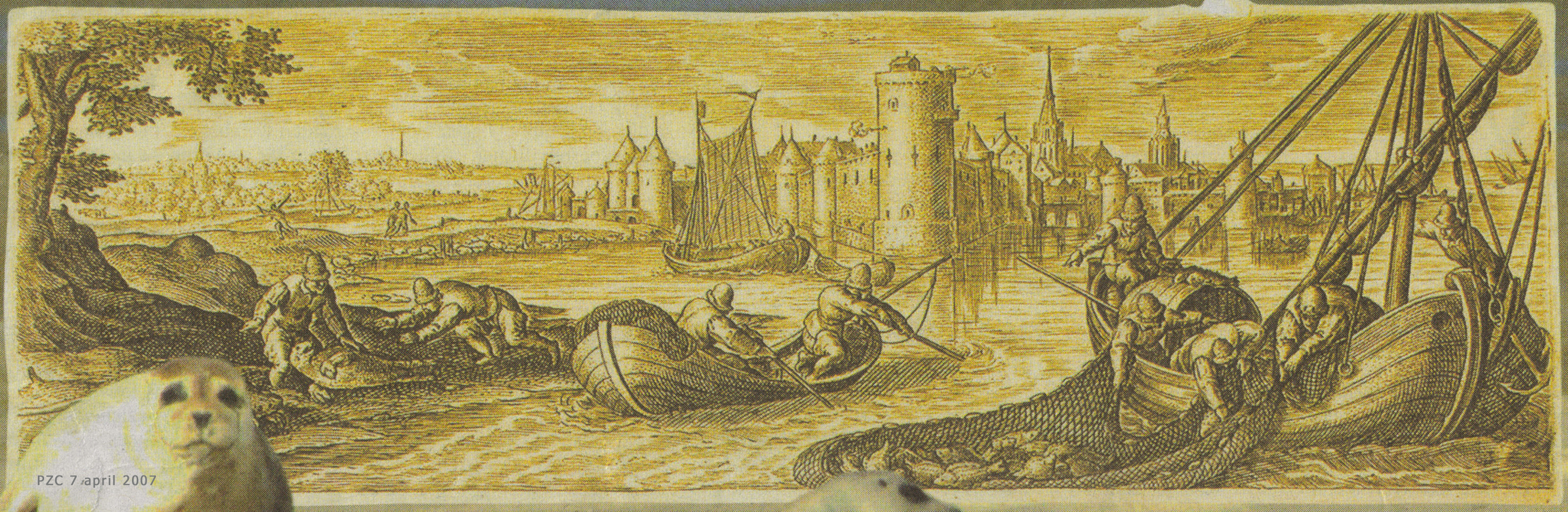
Polowanie na foki koło Reimerswaal, Holandia
(grafika: Philip Galle, XVI w.)

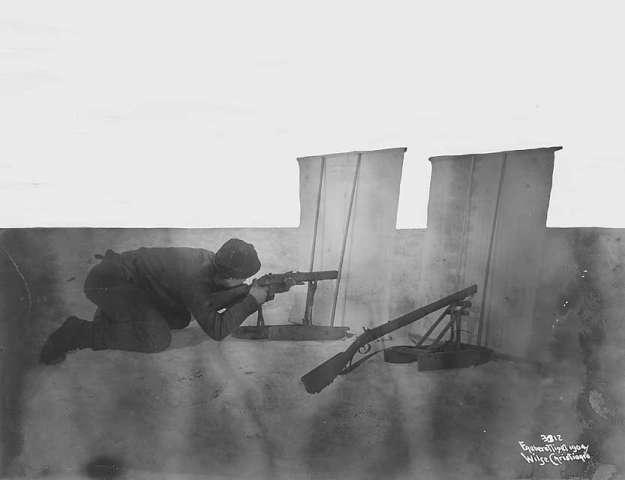
Polowanie na foki z wykorzystaniem broni palnej, rok 1904

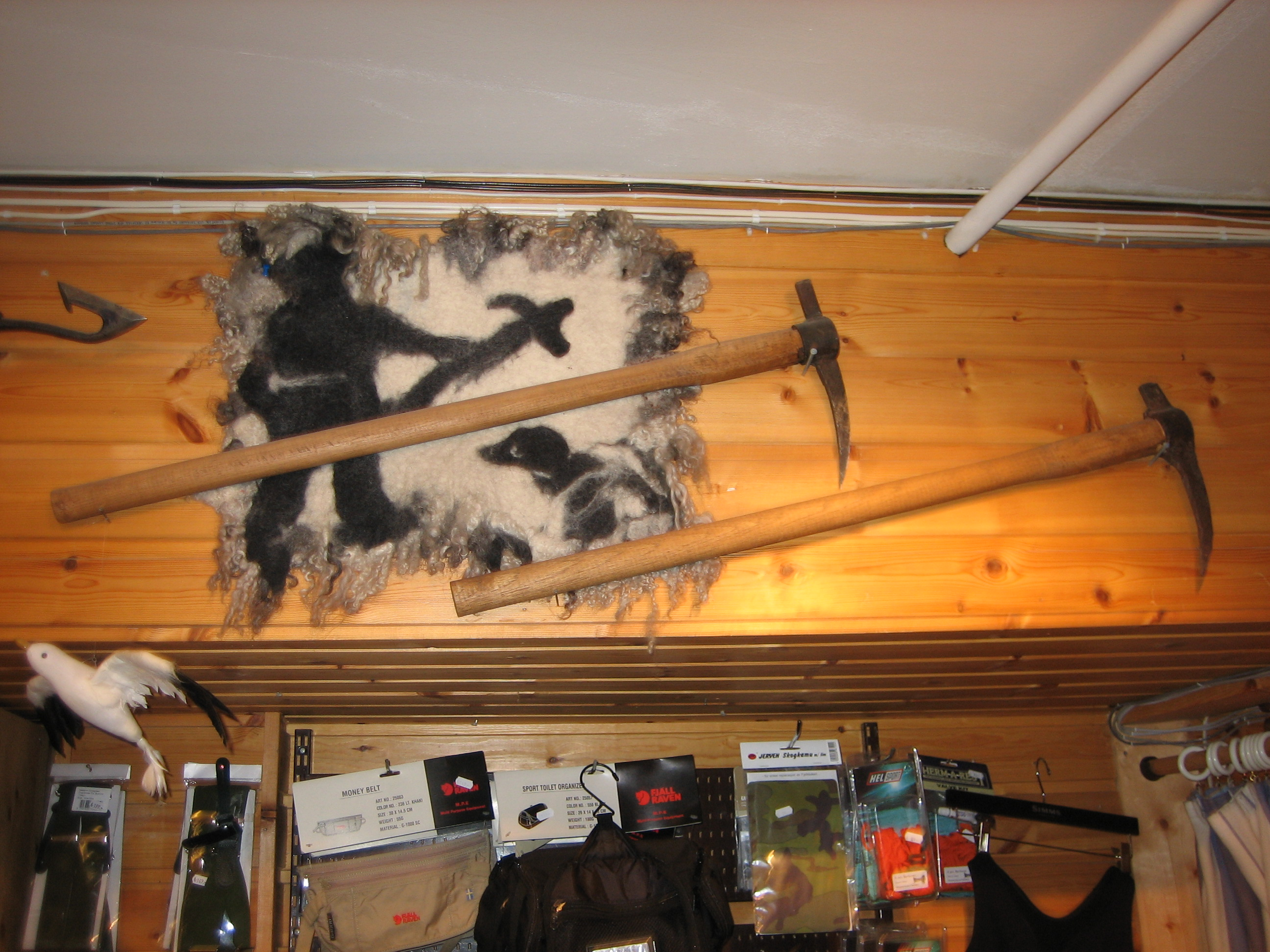
Hakapik – norweskie narzędzie do zabijania fok (sklep łowiecki, Tromsø)

Zachowały się starożytne zapisy o rywalizacji fokowatych z rybakami o pływające w tym morzu ryby. Wspominał o tym Oppian z Anazarbos w „Halieutica, sive de piscatu” z 225 roku. Najstarsze wzmianki o konflikcie rybaków z szarytkami morskimi na terenie akwenu Morza Bałtyckiego datowane są na 1660 rok. O rywalizacji wspominał też Karol Linneusz w „Lappländska Resa” (Iter Lapponicum) – opisie podróży do Laponii w 1732. Fokowate były też dla człowieka cennym źródłem oleju, skór i mięsa. Ziemianie władający szkierami położonymi wzdłuż wybrzeża Zatoki Botnickiej płacili roczną daninę naliczaną od wysp zamieszkiwanych przez fokowate.
Pod koniec XIX wieku wzrost liczebności populacji szarytek morskich w akwenie Morza Bałtyckiego spowodował natężenie konfliktów między człowiekiem a szarytkami i innymi fokowatymi zamieszkującymi te wody. Zwierzęta niszczyły pławnice do połowu śledzia oceanicznego, siejowatych z rodzaju Coregonus, łososia szlachetnego i innych łososiowatych oraz sieci do połowu dorszy. Rozpoczęły się masowe polowania.
Polowania kontynuowano jeszcze w pierwszej połowie XX wieku. Fokowate były wówczas traktowane jako szkodniki niszczące sieci i rywalizujące z rybakami o ryby. Do ich chwytania używano między innymi specjalnie skonstruowanych sieci. Tępiono je systematycznie. Na początku XX wieku było ich w Bałtyku około 100 tys. Tylko 2 stycznia 1914 roku w sieci złapano 14 szarytek, które były najliczniejszymi przedstawicielami fokowatych na Bałtyku. Szarytki stanowiły 73,1% fok zabitych w latach 1914–1920 w południowej części tego akwenu. Populacja została w znacznej mierze wyniszczona. W latach 40. XX w. liczebność populacji wynosiła już tylko około 20 tys. zwierząt. Przyczynami tak drastycznego spadku liczebności bałtyckiej populacji były: upowszechnienie broni palnej po zakończonej I wojnie światowej, wypłacane nagrody za zabijanie szarytek oraz przyłowy w sieci rybackie.
W połowie XX wieku znaczny wpływ na stan zdrowia i liczebność populacji fokowatych zaczęły mieć wysokie poziomy bioakumulacji wydalanych do środowiska chlorowanych węglowodorów (DDT, PCB), które powodowały poważne uszkodzenie narządów reprodukcyjnych samic szarytek morskich i nerp obrączkowanych, na skutek czego stawały się one niepłodne. Na skutek zanieczyszczenia środowiska morskiego substancjami PCB i DDT liczebność populacji zmniejszyła się do niecałych 3 tys. w latach 70. XX w.

## Systematyka
Szarytka morska jest jedynym członkiem rodzaju Halichoerus. Wyróżniono dwa podgatunki H. grypus i do roku 2016 oznaczano je w sposób następujący:
- H. grypus grypus (synonimy: H. macrorhynchus Hornschuch & Schilling, 1851; H. griseus Nilsson, 1820) – szarytka bałtycka – podgatunek nominatywny zamieszkujący Morze Bałtyckie od Szwecji do północno-zachodniej Rosji i Finlandii.
- H. grypus atlantica (synonim: H. baltica Nehring, 1886) – północny Ocean Atlantycki na wodach subarktycznych do umiarkowanych, od południowego Labradoru do zatoki Maine, w tym Zatoka Świętego Wawrzyńca w północno-wschodniej Ameryce Północnej, także w Islandii, Wyspach Owczych, Norwegii, północno-zachodniej Rosji, Wyspach Brytyjskich i Morzu Północnym oraz wybrzeża Oceanu Atlantyckiego na południe do północno-zachodniej Francji (Bretania).

Powyższe oznaczenia wynikały z faktu, że nie był znany holotyp, na podstawie którego Fabricius dokonał pierwszego opisu gatunku. Ponadto mylnie przyjmowano, że okaz służący do opisu był schwytany na wybrzeżu Grenlandii. W 2016 zespół duńskich naukowców opublikował wyniki swoich badań, które wykazały, że Fabricius dokonał oryginalnego opisu gatunku na podstawie okazu zwierzęcia schwytanego w 1788 roku na wyspie Amager, zlokalizowanej w cieśninie Sund. Wspomniane odkrycie spowodowało zmianę poglądu na systematykę podgatunkową:
- w związku z tym, że typ nomenklatoryczny pochodził z populacji zamieszkującej basen Morza Bałtyckiego, to za podgatunek nominatywny uznać należy podgatunek bałtycki (szarytka bałtycka) i oznaczać go priorytetową nazwą H. grypus grypus (Fabricus, 1791)
- podgatunek atlantycki uzyskuje pierwszą dostępną nazwę, czyli H. grypus atlantica Nehring, 1886.

Holotyp został zidentyfikowany w Muzeum Historii Naturalnej w Kopenhadze. Jest przechowywany pod numerem ZMUC M11-1525.
Istnieją trzy populacje izolowane geograficznie i zróżnicowane pod względem terminów rozrodu: bałtycka, zachodnioatlantycka, wschodnioatlantycka.
Prawdopodobnie najbliższymi wymarłymi krewnymi szarytek były płetwonogie z rodzaju Gryphoca.

### Etymologia
Nazwa rodzajowa Halichoerus oznacza w języku greckim morską świnię (gr. ἁλι- hali- „morski”, od ἁλς hals, ἁλος halos „morze”; χοιρος khoiros „świnia”). Epitet gatunkowy grypus (gr. γρυπος grupos „haczykowaty, o haczykowatym nosie”, od γρυποομαι grupoomai „zostać zaczepionym”) nawiązuje do „rzymskiego” kształtu nosa dorosłego samca. Epitet podgatunkowy pochodzi od łac. Mare Atlanticus „Ocean Atlantycki”.

### Nazwa zwyczajowa
W polskiej literaturze zoologicznej na określenie gatunku używana była nazwa zwyczajowa „foka szara”. Jednakże w wydanej w 2015 roku przez Muzeum i Instytut Zoologii Polskiej Akademii Nauk publikacji „Polskie nazewnictwo ssaków świata” gatunkowi przypisano określenie szarytka morska (a rodzajowi Halichoerus nazwę szarytka), rezerwując nazwę foka dla rodzaju Phoca.

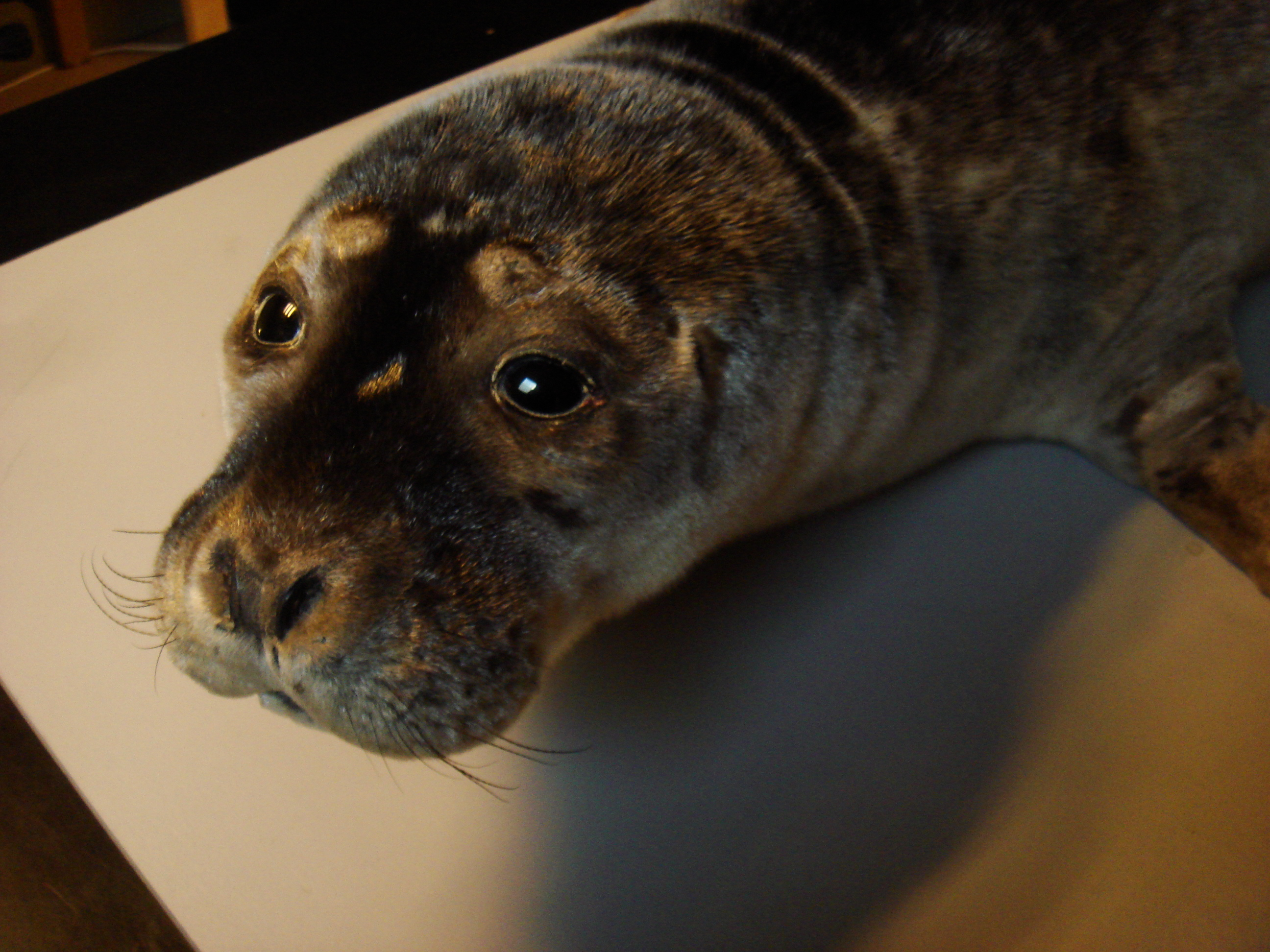
„Psi” pysk szarytki – eksponat Muzeum Historii Naturalnej w Kopenhadze

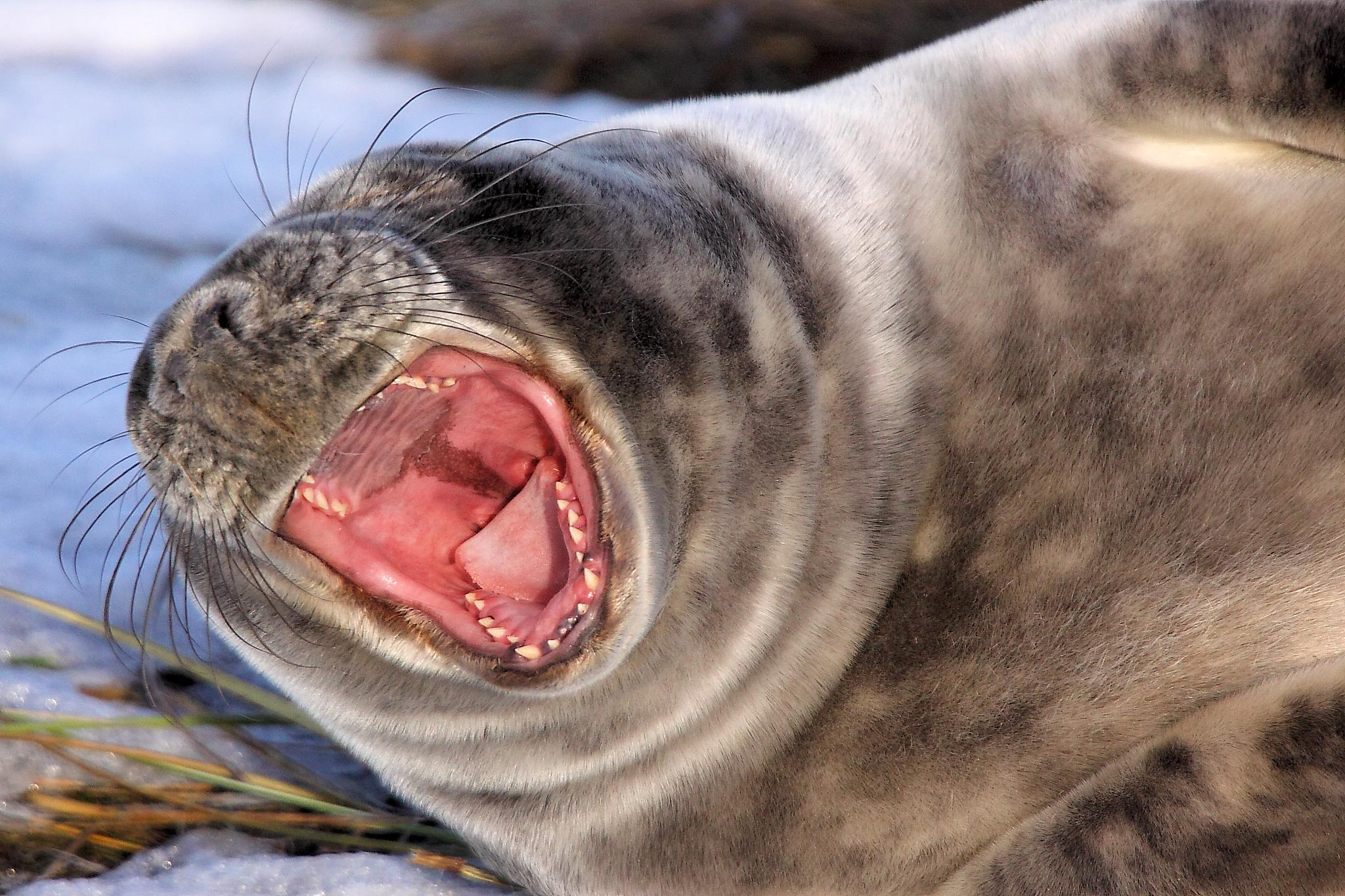
Szarytka – pysk

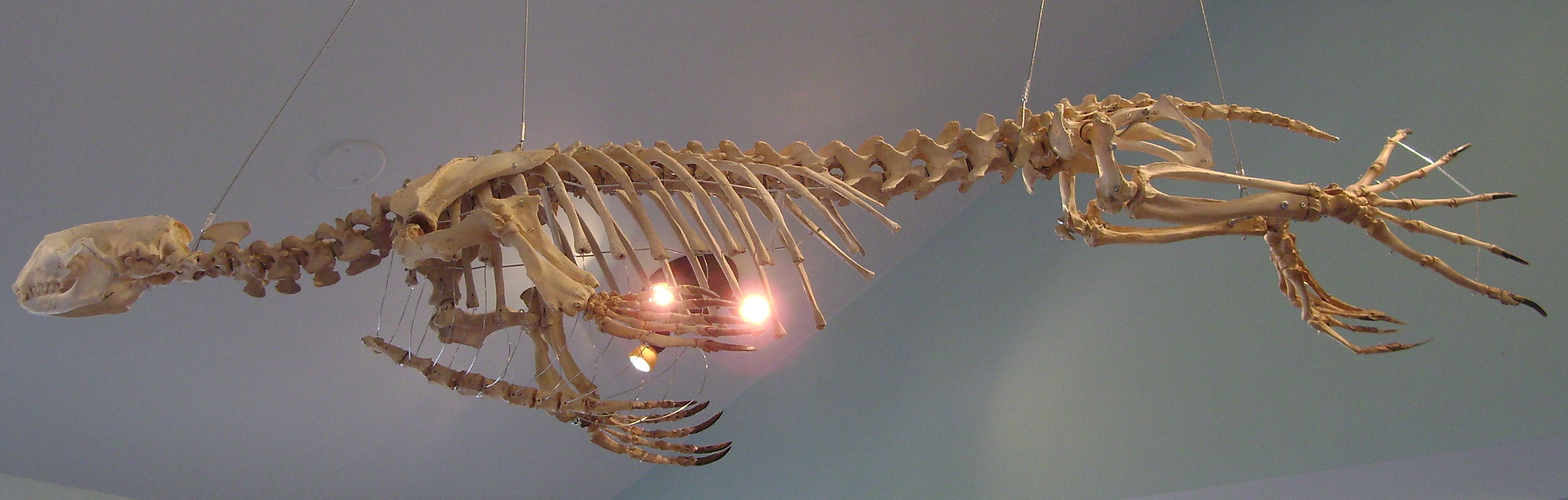
Szkielet szarytki w „Station exploratoire du Saint-Laurent”, w Rivière-du-Loup (Quebec)

## Genetyka
Przeprowadzone przez naukowców badania genetyczne wskazują, że wschodnioatlantyckie i zachodnioatlantyckie populacje szarytek morskich oddzieliły się od siebie około miliona lat temu. Różnice mtDNA wskazują na znacznie większą zgodność cech populacji bałtyckiej i wschodnioatlantyckiej ze sobą, niż którejś z tych grup z populacją zamieszkującą zachodnie wybrzeża północnego Atlantyku. Populacja bałtycka oddzieliła się od wschodnioatlantyckiej prawdopodobnie około 7000–30000 lat temu.
Garnitur chromosomowy szarytki morskiej tworzy 16 par (2n=32) chromosomów.

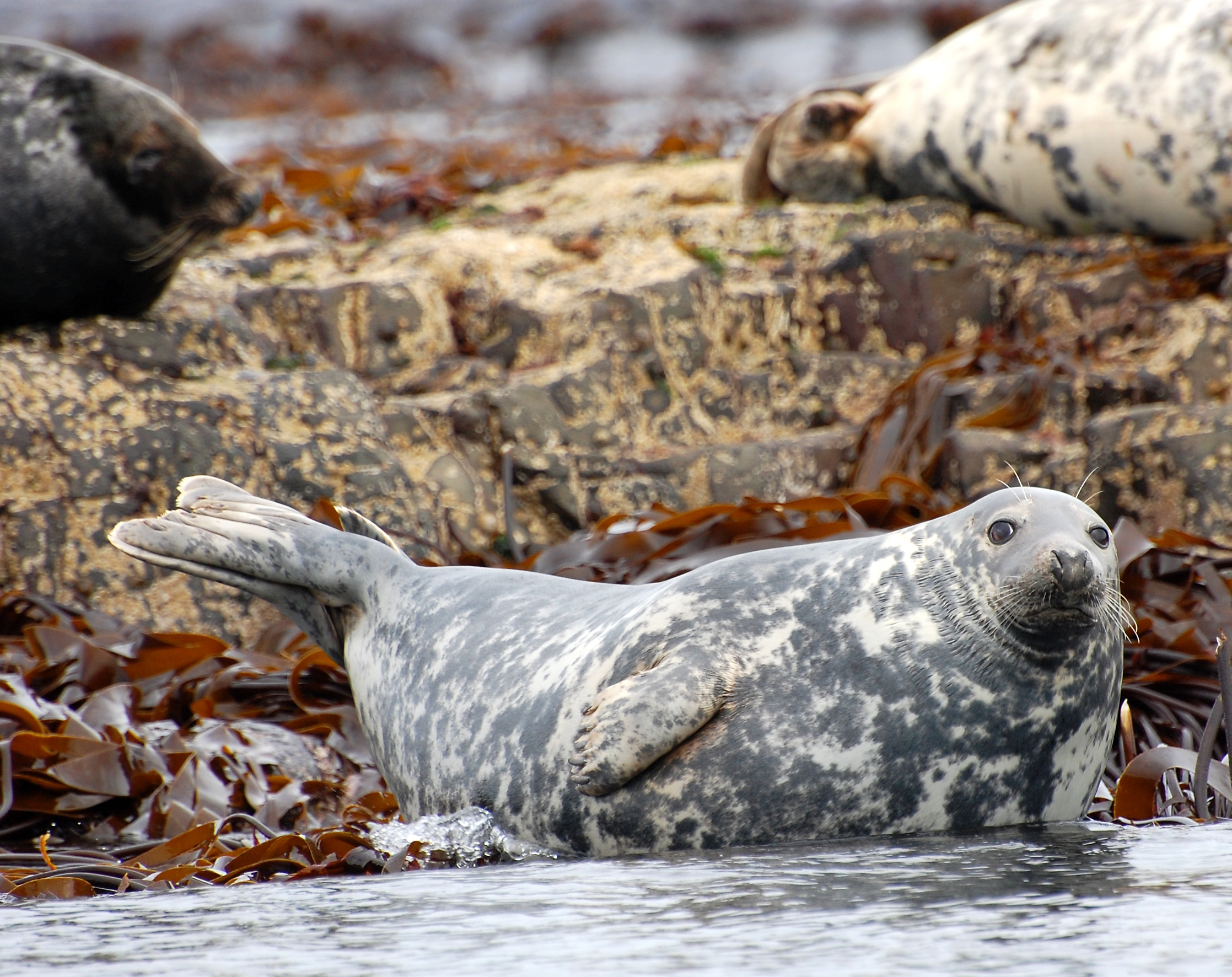
Ciało szarytki ma wrzecionowaty kształt (Farne Islands, Wielka Brytania).

## Budowa ciała
Szarytki morskie są ssakami wodno-lądowymi o wrzecionowatym kształcie tułowia, zwężającym się ku tyłowi. Dorosłe samce osiągają długość do 2,3 metra (lub nawet 2,5 m) przy masie ciała 170–310 kg, zaś samice do około 2 metrów przy masie ciała 105–186 kg. Zwierzęta należące do populacji zamieszkujących wybrzeża w zachodniej części północnego Atlantyku są większe od kuzynów ze wschodnich wybrzeży tego oceanu i Bałtyku. Masa ciała tamtejszych samców może osiągać 400 kg, a samic ponad 250 kg. Przednie płetwy szarytek są krótkie, a tylne dłuższe, silne. W wodzie szarytka morska porusza się dzięki silnemu tułowiowi oraz tylnym płetwom, zaś przednie pełnią funkcję sterów. Natomiast poruszając się po lądzie zwierzę używa przednich płetw i mięśni brzusznych. Pysk szarytki morskiej ma charakterystyczny, wydłużony kształt podobny do psiej kufy. Cecha ta odróżnia szarytki od innych fokowatych. Ciało pokrywa gęste futro. Ssaki te nie mają małżowin usznych, co odróżnia je od uchatkowatych, z którymi szarytki bywają mylone. Nozdrza ułożone są niemal równolegle do siebie i oddalone od siebie, układając się w kształt podobny do litery W, co stanowi wyraźną różnicę w stosunku do ssaków z rodzaju foka (Phoca), których nozdrza układają się w formie litery V. Na pysku szarytki widoczne są bardzo wrażliwe na bodźce dotykowe wibryssy. Stanowią dla niej ważny narząd dotyku i pomagają w nawigacji pod wodą. Szyja dorosłych samców jest masywniejsza niż u samic.
Część grzbietowa szarytek morskich wybarwiona jest na kolor szary, a część brzuszna jest żółtawobiała. Na skórze widoczne są liczne czarne lub szarobrunatne plamy. Z wiekiem ubarwienie zwierząt ulega zmianie. Młode przychodzą na świat pokryte kremowym futrem, z kolei stare osobniki są niemal czarne.
Uzębienie składa się z 5 par siekaczy, 2 par przedtrzonowców i 10–11 par trzonowców.

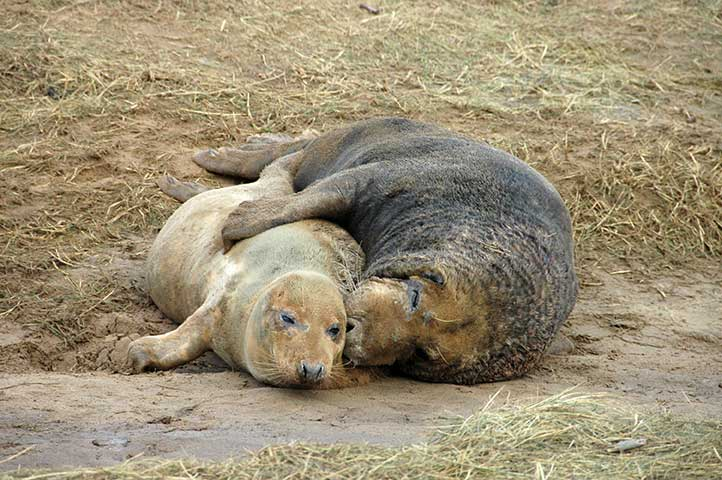
Gody: samica – po lewej stronie, samiec – po prawej.

### Dymorfizm płciowy
Gatunek ten wykazuje wyraźny dymorfizm płciowy, który wyraża się głównie większymi rozmiarami samców: masa ciała dorosłych samców osiąga od 170 do 310 kg, a dorosłych samic od 100 do 190 kg. Dymorfizm zauważa się także przy uwzględnieniu zróżnicowania wymiarów osobników w różnych populacjach. Szarytki z zachodniej części Atlantyku wykazują większe wymiary morfologiczne, ale masa samców może osiągać ponad 400 kg, a samic ponad 250 kg. Masa ciała przedstawicieli obu płci szarytek morskich podlega zmienności w zależności od fazy cyklu życiowego i od pogody. Natomiast masa ciała samic zależy także od cyklu rozrodczego i pór roku – w czasie ciąży ich masa ciała może wzrosnąć nawet o ok. 100 kg, natomiast w szczególnie chłodnym okresie zimowym ich organizm gromadzi większe rezerwy tłuszczu. Zauważalne są także różnice w ukształtowaniu pyska i szyi: u samic jest krótszy, płaski, zaś szyja płaska, natomiast samce mają większe nozdrza, a skóra na szyi jest pofałdowana. Samice mają jedną parę sutków wewnętrznych. Narząd płciowy u samców ulokowany jest w części brzusznej, zaś u samic w sąsiedztwie odbytu.
Dymorfizm płciowy u szarytek wyraża się także w zróżnicowanym ubarwieniu. Samice mają jasnoszare grzbiety, a kremowo-białe części brzuszne. Widoczne są ciemne plamy. Natomiast samce są wybarwione w jednolicie ciemnym kolorze, z nieregularnymi plamami, które są ułożone na różnych częściach ciała.

## Tryb życia

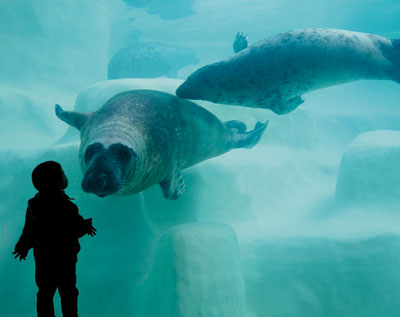
Nurkujące szarytki w „Aquarium de Biarritz” (Biarritz, Francja).

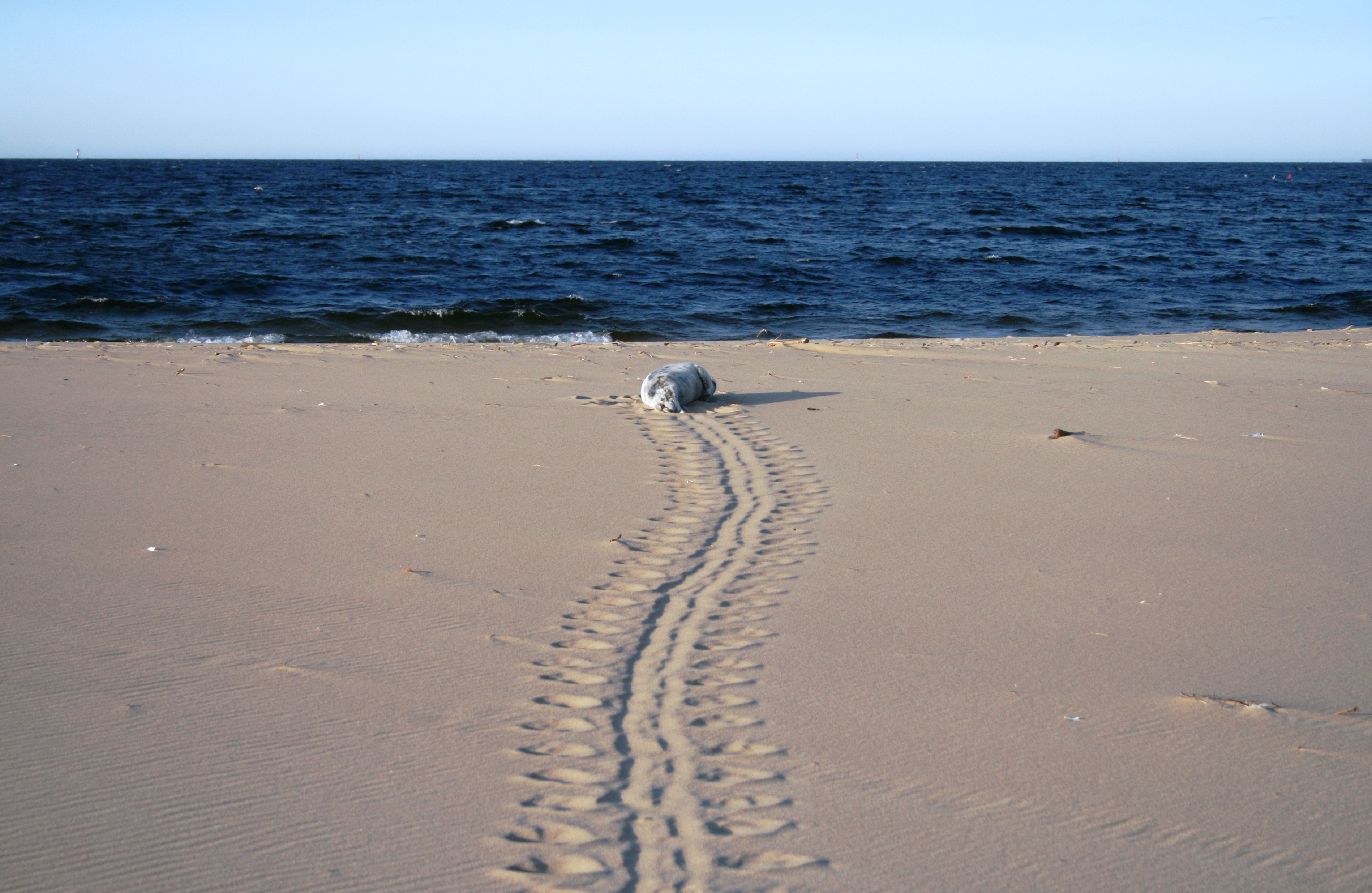
Samica wraca do Zatoki Gdańskiej po odpoczynku na plaży na Stogach w Gdańsku – na lądzie zwierzę używa do przemieszczania się przednich płetw i mięśni brzusznych.

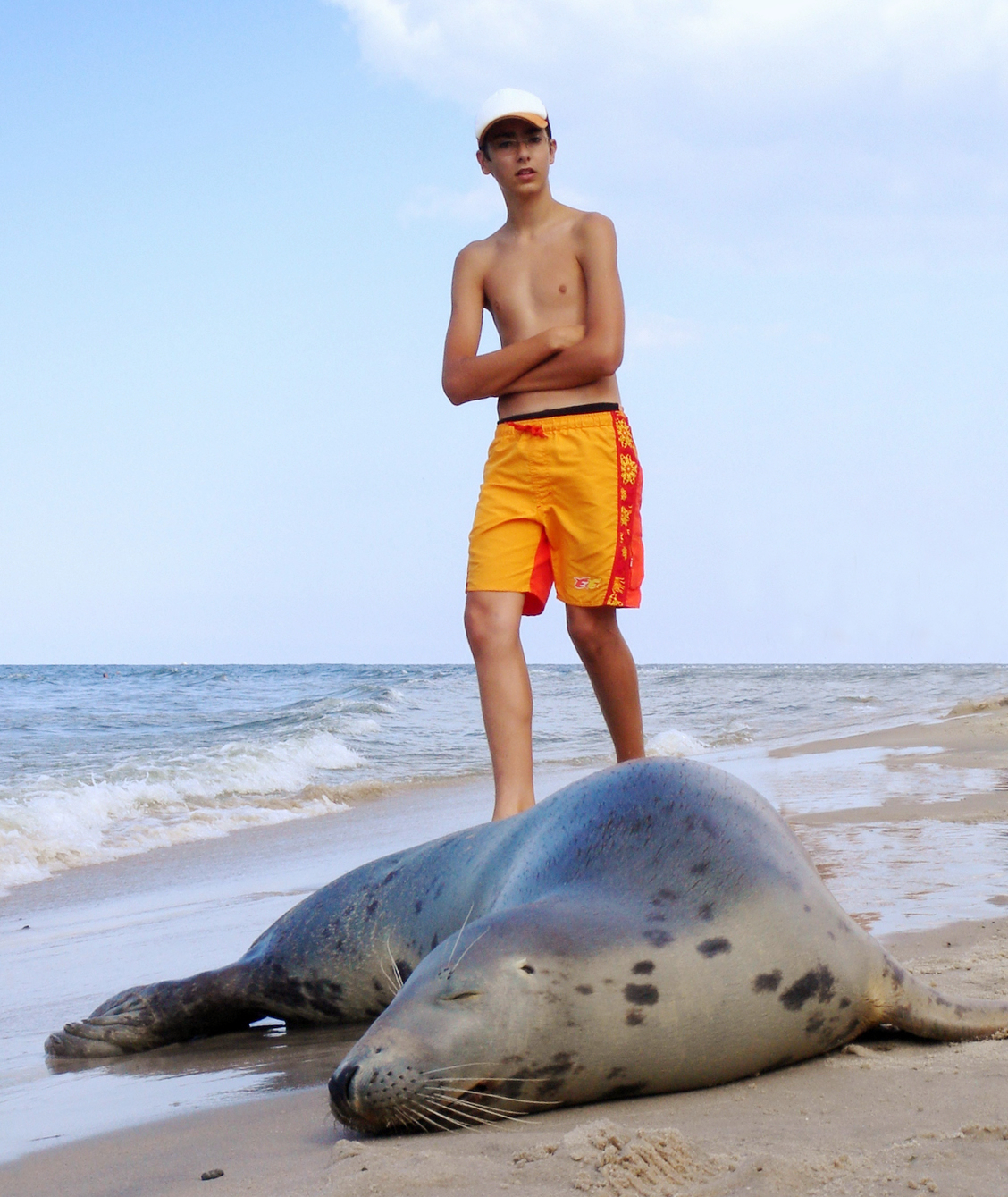
Szarytka bałtycka nazywana Depka drzemie na plaży w Niechorzu.

Szarytki morskie prowadzą stadny, zasadniczo dzienny tryb życia. W nocy śpią, przebudzając się co kilkanaście minut, by wykonać kilka głębokich oddechów. Szarytki mogą spać zarówno na lądzie, jak i w wodzie. Na lądzie zwierzęta poruszają się nieco niezgrabnie, wykonując ruchy tułowiem i płetwami przednimi, a tylne ciągną bezwładnie za sobą. W wodzie używają płetw tylnych. Na lądzie nie czują się zbyt bezpiecznie, są więc tam bardziej płochliwe. Otoczenie badają głównie za pomocą zmysłów słuchu i wzroku.
Szarytki żyją w stadach, są poligamiczne.
Szarytki morskie nurkują zazwyczaj na okresy od 4 do 10 minut (lub 1–10 min, a nawet 20 minut) z maksymalnym odnotowanym czasem około 30 minut. Zwierzęta nurkują w stosunkowo płytkich wodach o głębokości 60–100 m i dopływają do dna morza. Są w stanie zanurzyć się na głębokość rzędu 200 m, a poza Bałtykiem zarejestrowano zanurzenie szarytki na ponad 300 m na okres ponad 30 minut. Poszczególne publikacje wskazują na różne średnie zanurzenia: 25 m lub nawet 60 m.
W trakcie wędrówek szarytki morskie okresowo wychodzą na ląd, by odpocząć. Zazwyczaj po kilkugodzinnym odpoczynku szarytka odpływa. Zachowuje czujność. Gdy zbliża się człowiek lub inne potencjalne źródło zagrożenia, ucieka do wody. Jeśli jednak zwierzę jest chore, może sprawiać wrażenie przyjaznego i pozwalać na zbliżenie się. Jednak gdy poczuje się zagrożone zbyt bliskim dystansem, może zaatakować i silnie pogryźć.

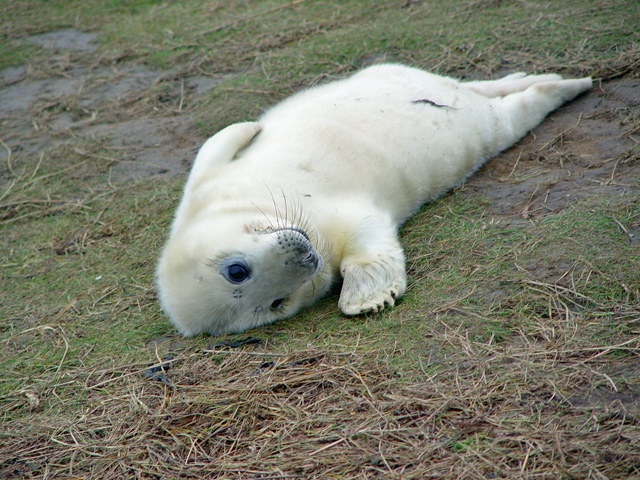
Młoda szarytka pokryta białym, gęstym futrem, nazywanym lanugo

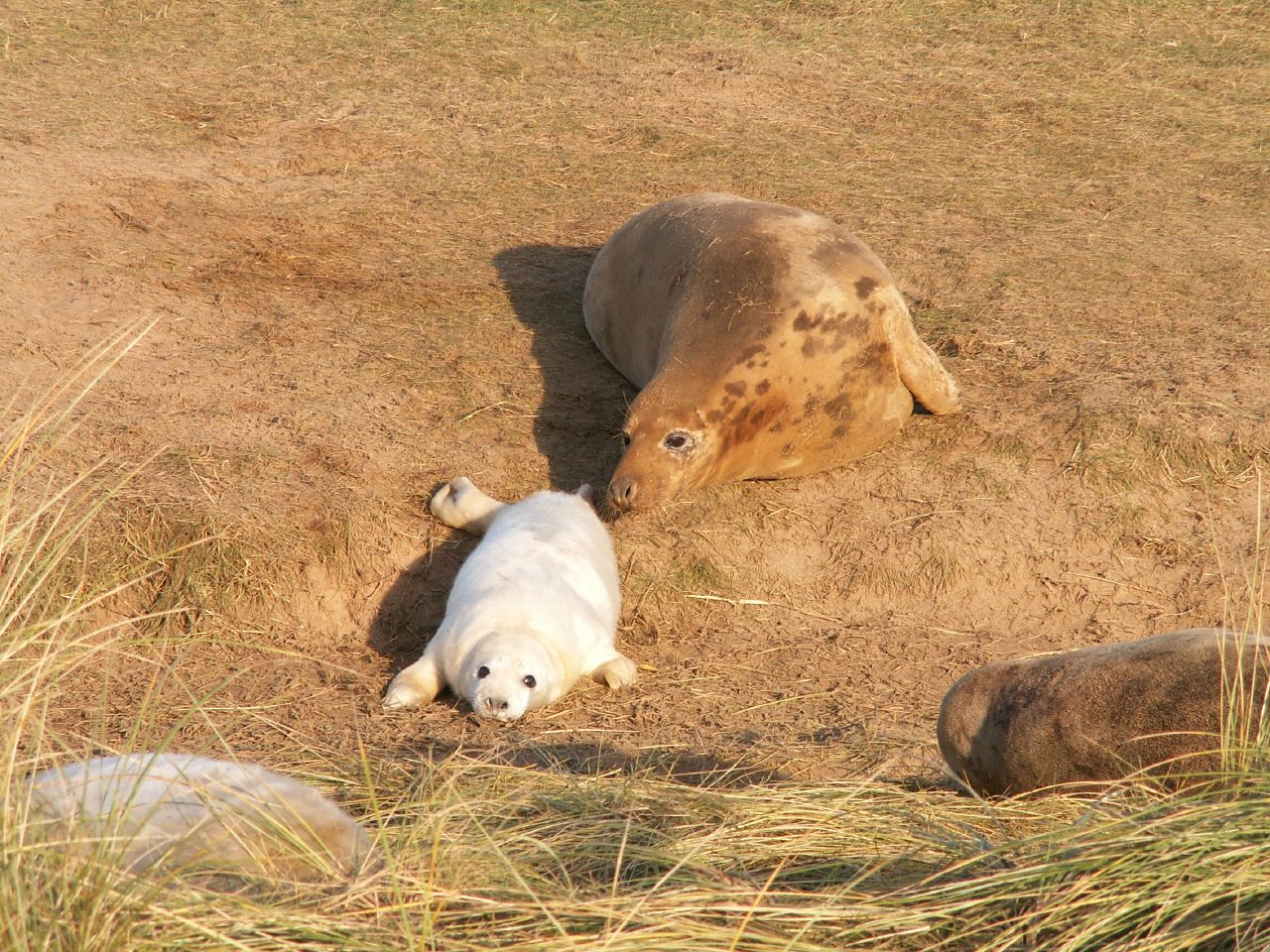
Samica z młodą szarytką

### Cykl życiowy
Szarytki morskie są poligamiczne. Samce gromadzą haremy liczące do 10 samic, jednak rzadko bronią do nich dostępu. Nie bronią także terytoriów. O samice rywalizują raczej poprzez gesty i wydawane dźwięki. Do walk dochodzi sporadycznie.
Szarytki gromadzą się w duże stada w trzech okresach cyklu rozrodczego: w okresie samego rozrodu (szarytki żyjące na Bałtyku na przełomie lutego i marca), odchowywania i wykarmiania potomstwa (w marcu), a także w następującej później porze linienia (maj–czerwiec). Okres rozrodczy trwa 4–6 tygodni. W tym czasie dorosłe zwierzęta nie żerują, a korzystają z zapasów energii zgromadzonej w postaci podskórnych zapasów tkanki tłuszczowej.
Krycie może następować w wodzie lub rzadziej na lądzie. Samice rodzą na lądzie (poród na lodzie wybierają w ostateczności) jeden raz w roku – w okresie od września do marca. Najwcześniej rodzą samice z populacji w południowej części Wielkiej Brytanii i Irlandii. Nieco później (od października do listopada) na świat przychodzą młode szarytki z populacji wokół Wysp Brytyjskich. Szczyt porodów samic z Kanady następuje dopiero w styczniu, a bałtyckie szarytki rodzą się w okresie od ostatniego tygodnia lutego do połowy marca. Po ciąży trwającej około 8 miesięcy (lub 11 miesięcy) w miocie rodzi się jedno młode, pokryte kremowobiałą sierścią (lanugo), o masie ciała 11–20 kg (lub 9–15 kg) przy długości ciała ok. 90–105 cm. Szarytki są związane z danym terenem i na miejsce porodu samice wybierają swoje rodzime siedlisko.
Masa ciała nowo narodzonych szarytek wzrasta stosunkowo szybko. Po około 18 dniach karmienia przez matkę bardzo tłustym mlekiem (organizm samicy przeznacza na ten cel zgromadzone pod skórą zapasy tranu) masa ciała może wzrosnąć 2–4-krotnie – nawet do 40 kg.
Przed przystąpieniem do karmienia samica zazwyczaj obwąchuje szczenię. Prawdopodobnie chce się upewnić, że karmi właściwe, własne dziecko. Szczenię czując głód przyzywa matkę głosem. U obserwowanej przez naukowców pary matka-szczenię młode w półtorej godziny po porodzie zaczęło wydawać dźwięki i wzywać matkę, która przystąpiła do karmienia w ciągu 5 minut. Przez 18 dni matka regularnie karmiła dziecko. Szczenię i matka codziennie dużo czasu przeznaczali na odpoczynek. W każdym z dni szczeniak ssał mleko przez łącznie 20 do 160 minut. Każdej doby szczeniak przybierał na wadze średnio około 1,3 kg. W 18. dniu samica zaczęła się domagać wypuszczenia do sąsiedniego basenu i w rezultacie trwale opuściła szczenię. W 5 minut po dołączeniu do stada samica podjęła kopulację z samcem.
|                                 | Ilość dni od narodzin | Masa ciała |
| ------------------------------- | --------------------- | ---------- |
| narodziny                       | 0                     | 16 kg      |
|                                 | 3                     | 20 kg      |
|                                 | 6                     | 23 kg      |
|                                 | 10                    | 29 kg      |
|                                 | 13                    | 36 kg      |
|                                 | 17                    | 38 kg      |
| zakończenie karmienia           | 18                    | –          |
| odpłynięcie szczeniaka do morza | 87                    | 41,5 kg    |

W okresie laktacji samica może zużyć nawet 85% swoich zapasów energetycznych, a w konsekwencji może utracić 40% (lub nawet 50%) swojej masy ciała. Po okresie laktacji u samicy następuje ruja, a potem linienie. Samica wraca do wody i ponownie łączy się w parę z samcem, a szczenię zostawia na lądzie. W okresie kolejnych 2–3 tygodni młode zużywa nagromadzone zapasy energetyczne. Masa ciała zmniejsza się codziennie o około 0,5 kg. Do wejścia do wody i przejścia na dietę rybną zmusza je głód. Po nabyciu przez szczenięta umiejętności nurkowania i łapania ryb ich masa ciała zaczyna się odbudowywać. Tracą swoje ciepłe, wełniste lanugo, bowiem funkcję izolacyjną zaczyna przejmować powiększająca się, podskórna warstwa tłuszczu. Sporadycznie może się zdarzać, że szczenię rozpoczyna życie w wodzie już w kilka dni po porodzie.
W okresie od narodzin do nabycia zdolności nurkowania przypada okres największej umieralności (10–25%) (lub nawet 20–50%) tych zwierząt. Szczenięta mogą zostać porzucone, umrzeć z braku pokarmu lub infekcji, zostać utopione przez matkę, zagryzione przez członka stada lub upolowane przez człowieka. Umieralność u dorosłych osobników zmniejsza się do 4–10%.
Samice osiągają dojrzałość płciową w wieku 3–5 lat (lub 3–4), a samce około 6 lat (lub 5–6). Dojrzałość społeczną osiągają prawdopodobnie w wieku około 8 lat.
Szacowany przez wielu zoologów maksymalny wiek szarytek morskich żyjących na wolności to 30–40 lat. Udokumentowana długość życia jednego z osobników z populacji bałtyckiej wynosiła 46 lat. Zoolog, prof. Kazimierz Kowalski oznaczył długość życia szarytki trzymanej w niewoli na 43 lata.

### Głos
W różnych sytuacjach i okresach życia szarytki morskie wydają zróżnicowane dźwięki. Zwierzęta te emitują dźwięki i wywołują efekty hydrodynamiczne. Wiadomo, że ssaki morskie potrafią wykorzystywać istniejące w akwenach kanały akustyczne do komunikowania się między sobą na dalekie odległości. Dla szarytek morskich nawet utrata wzroku nie jest przeszkodą w doskonałym funkcjonowaniu, a nawet zajmowaniu się potomstwem czy uczeniu młodych zasad przetrwania w naturze. Zdaniem naukowców sygnały wysyłane przez zwierzęta mają inną funkcję niż dźwięki typowej dla człowieka komunikacji werbalnej i raczej są tylko formą nośnika, który pozwala zidentyfikować jednostkę. Znane jest oczywiście stosowanie dźwięków na powierzchni, w tym zachowanie nowo narodzonych szczeniąt, które każdorazowo, gdy są głodne, przyzywają matkę głosem.
Podczas dwóch sezonów 1997 i 1998 badacze nagrali wiele serii dźwięków wydawanych przez szarytki zamieszkujące rejon Isle of May. Na podstawie wizualnej charakterystyki sonagramów, naukowcy zidentyfikowali sześć typów dźwięków przekazywanych na powierzchni i dziesięć typów dźwięków wydawanych pod powierzchnią wody. Niektóre dźwięki wydawane pod wodą mogą, zdaniem naukowców, być zgodne z częścią dźwięków zarejestrowanych na powierzchni. Cztery typowe odgłosy stanowiły ponad 70% wszystkich zarejestrowanych dźwięków.
Niektórzy badacze twierdzą, że szarytki wykazują zdolność do nauki i odtwarzania dźwięków przyswojonych od opiekunów w hodowlach. Znane są informacje o przypadku naśladowania elementów mowy ludzkiej. Podobno żyjąca w basenie „New England Aquarium” w Bostonie szarytka o imieniu Hoover na tyle wiernie naśladowała głos ludzki, że można było wychwycić akcent charakterystyczny dla mieszkańców Nowej Anglii. Z kolei naukowcom ze Scottish Oceans Institute na University of St Andrews udało się wykazać, że szarytki morskie wykazują zdolność do kopiowania nowych dźwięków poprzez zmianę ich formantów. Dwa badane zwierzęta nauczono wydawania dźwięków odpowiadających samogłoskom, a jedno potrafiło odtworzyć między innymi 10 dźwięków piosenki „Twinkle twinkle little star”.

### Biologia wędrówek
Szarytki morskie zasadniczo nie odbywają wędrówek, ale mają tendencję do uznawania za rodzinną jedną z lokalizacji i z niej okresowo wykonują dalekie i szybkie (nawet ponad 100 km na dobę) migracje w inne obszary zasięgu występowania populacji, podczas gdy zwykle zasięg codziennych wycieczek nie przekracza 10 km. Niektóre z odwiedzanych miejsc mogą służyć szarytkom jako żerowiska, inne jako miejsca rozrodu lub miejsca linienia. Częste, krótkie podróże szarytki odbywają głównie w celu zdobycia pokarmu.

## Rozmieszczenie geograficzne
Szarytka morska jest gatunkiem typowym dla stref przybrzeżnych wód umiarkowanych. Na wodach północnego Atlantyku szarytka zajmuje najbardziej na południe wysunięte obszary (nie licząc foki pospolitej i tropikalnych gatunków z podrodziny Monochinae). Prawdopodobnie szarytki nie występowały w innych miejscach. Zmienność, jakiej od plejstocenu podlegała biogeografia tych wód może wyjaśniać nieciągłość zasięgu. Gatunek musiał być naprzemiennie poddawany presji rozszerzających się i kurczących się pokryw lodowych. zasięg występowania szarytek w plejstocenie mógł się rozciągać nieco dalej w kierunku północnym. Począwszy od neolitu geograficzna izolacja populacji bałtyckiej stawała się stopniowo coraz bardziej wyraźna. Rozmieszczenie populacji bywa okresowo związane z dostępnością bazy pokarmowej lub dostępnością siedlisk lądowych, lub powierzchni lodowych.
Zwierzęta tego gatunku zamieszkują subarktyczne i umiarkowane wody wokół wybrzeży Wielkiej Brytanii, Grenlandii (według IUCN – jako włóczęga), Kanady (rejon Nowej Fundlandii), Islandii, Irlandii, Wysp Owczych, Danii, Szwecji, Norwegii, Rosji (Półwysep Kolski), Finlandii, Estonii, Łotwy, Litwy, Polski, Holandii, Niemiec, Francji, Portugalii (włóczęga), USA (Maine, New Hampshire, Massachusetts, New Jersey – włóczęga).
| Region                             | Estymowana liczba młodych | Rok pozyskania ostatnich danych | Prawdopodobna tendencja             |
| Szkocja                            | 40 600                    | 2006                            | stabilna lub umiarkowanie wzrostowa |
| Północno-wschodnia Anglia          | 2700                      | 2006                            | wzrostowa                           |
| Południowo-zachodnia Brytania      | 1800                      | 2006                            | wzrostowa                           |
| Wielka Brytania                    | 45 100                    |                                 | wzrostowa                           |
| Irlandia                           | 300                       | 1998                            | brak danych                         |
| Morze Wattowe                      | 200                       | 2004                            | wzrostowa**                         |
| Norwegia                           | 1200                      | 2003                            | brak danych**                       |
| Rosja                              | 800                       | 2003                            | brak danych**                       |
| Islandia                           | 1200                      | 2002                            | spadkowa                            |
| Morze Bałtyckie                    | 4000                      | 2003                            | wzrostowa                           |
| Europa (bez Wielkiej Brytanii)     | 7700                      |                                 | wzrostowa                           |
| Kanada – Sable Island              | 41 500                    | 2004                            | wzrostowa                           |
| Kanada – Zatoka Świętego Wawrzyńca | 6100                      | 2000                            | spadkowa                            |
| Łącznie świat                      | 100 400                   |                                 | wzrostowa                           |

** – po zsumowaniu danych z wybrzeża Morza Bałtyckiego i Atlantyku
Łączna liczebność populacji była w 2009 roku szacowana na 380 000 osobników, w tym szarytki bałtyckiej ok. 17 600.
| Populacja                                       | Estymowana liczba zwierząt   | Rok pozyskania danych |
| zachodnioatlantycka (H. grypus atlantica)       | 348 900                      | 2010                  |
| wschodnioatlantycka (H. grypus atlantica)       | 130 000–140 000              | publikacja 2012       |
| bałtycka (szarytka bałtycka) (H. grypus grypus) | 19 400 lub 17 000 lub 17 600 | 2003 2007 2009        |

### Szarytka bałtycka (H. grypus grypus)
Basen Morza Bałtyckiego zamieszkuje podgatunek nominatywny H. grypus grypus, dla którego zaproponowano nazwę wernakularną szarytka bałtycka. Szarytki bałtyckie zasiedlają głównie wybrzeża Finlandii, Szwecji i Estonii położone powyżej 58°N. Większość mieszka w rejonach wokół wysp estońskich i Wysp Alandzkich. Niewielka populacja, licząca około 200 zwierząt, zamieszkuje wody u południowych wybrzeży Szwecji. Istniejące w przeszłości kolonie szarytek zasiedlających południowy pas wybrzeża Bałtyku od Niemiec po Litwę przestały istnieć. Płetwonogie te tworzą tam jedynie niewielkie skupiska.
W Bałtyku oprócz szarytki występują jeszcze dwa gatunki fokowatych: foka pospolita i nerpa obrączkowana. Szarytka jest największym, a zarazem najczęściej pojawiającym się u polskich wybrzeży przedstawicielem tej rodziny.

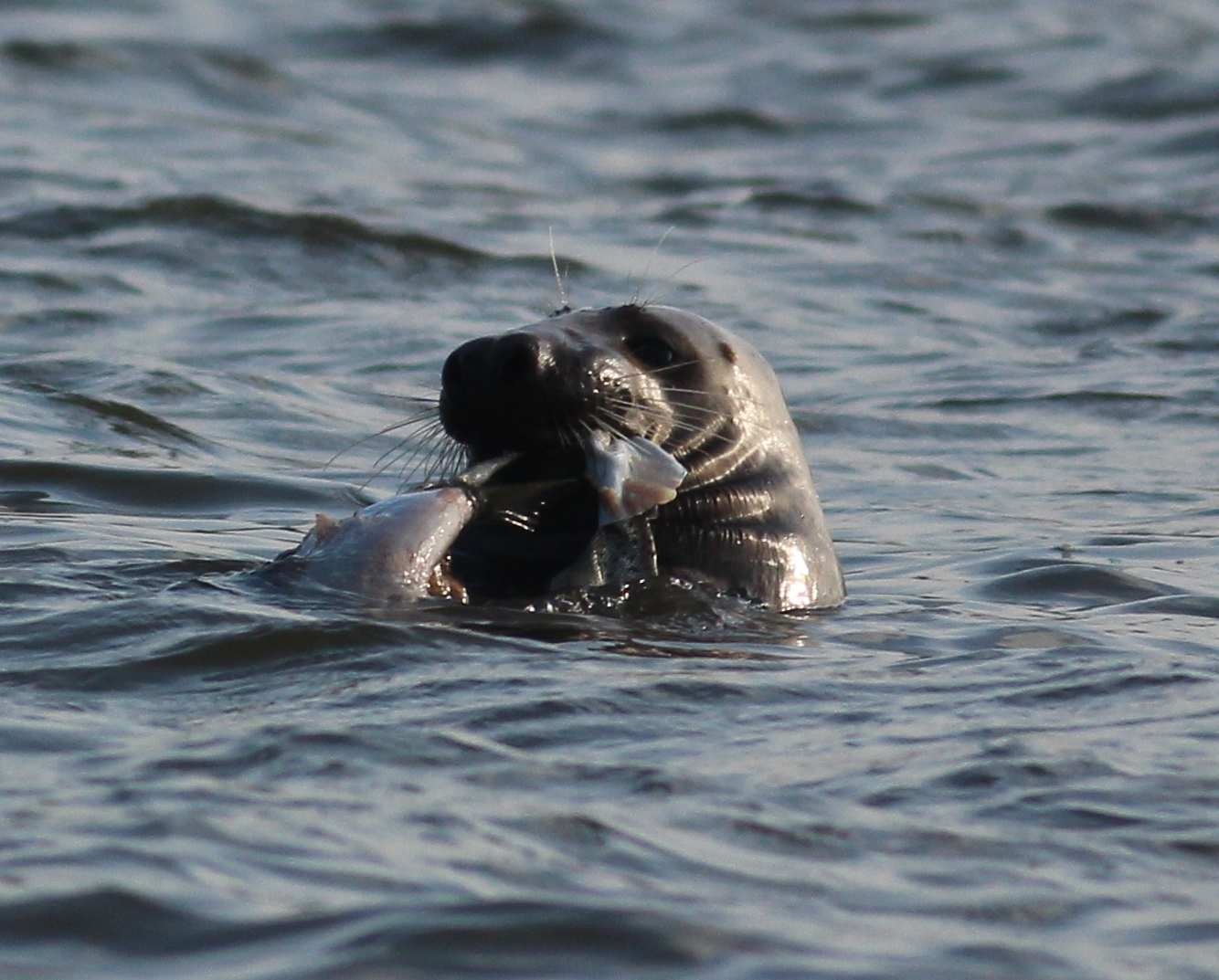
Samiec szarytki bałtyckiej zjada upolowaną rybę – w Przekopie Wisły na wys. Świbna koło Gdańska...

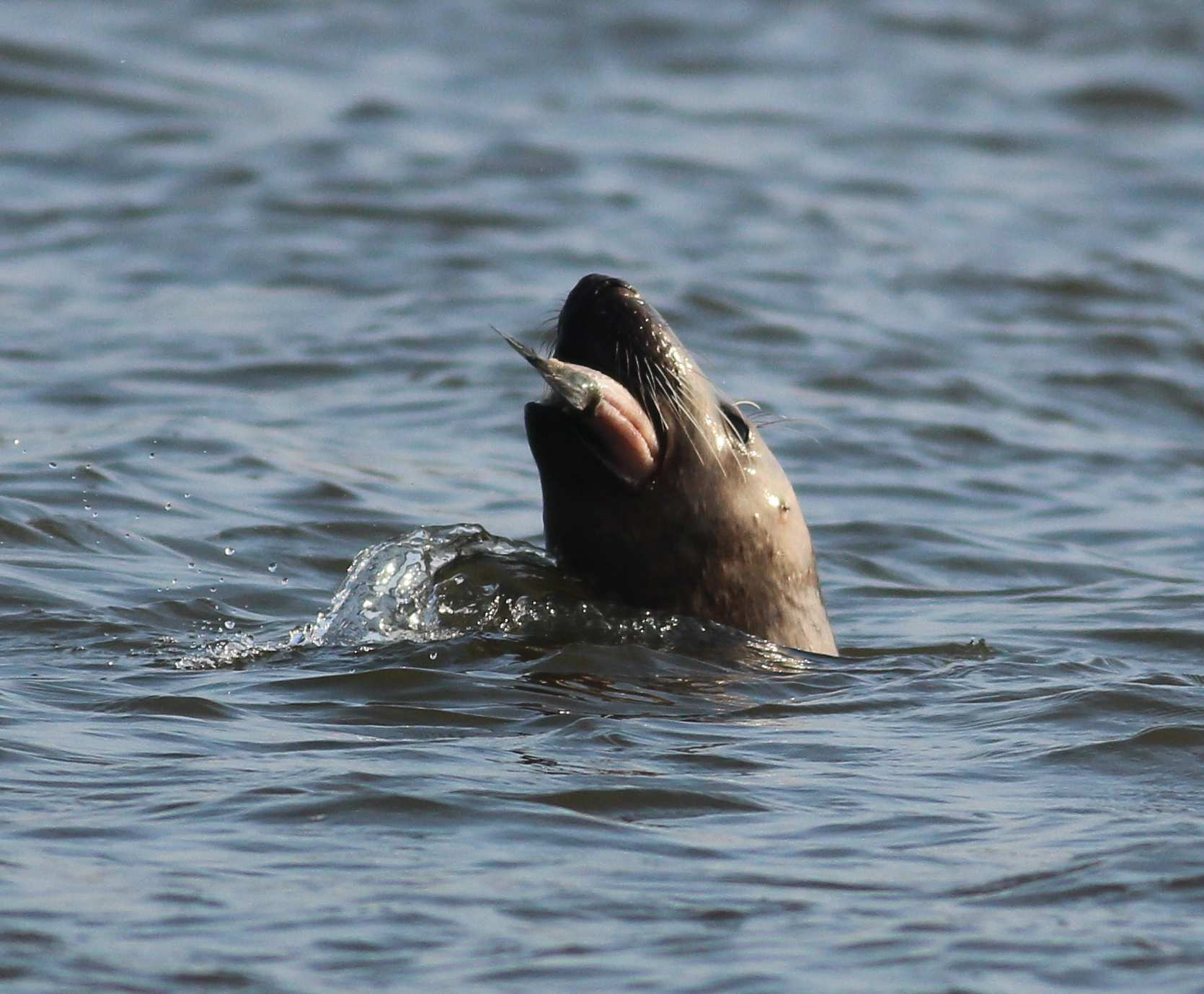
...i ciąg dalszy konsumpcji.

## Ekologia
Szarytki morskie żerują na płytkich wodach szelfu kontynentalnego. Podstawą ich diety są ryby, zarówno pelagiczne, jak i denne. Żywią się także skorupiakami, głowonogami (kałamarnicami i ośmiornicami), a okazjonalnie także ptakami. Są wskazywane jako bardzo sprawne drapieżniki. Polują samotnie lub w niewielkich grupach. Mniejsze ryby szarytka zjada w całości, zaś z dużych wygryza tkanki miękkie. Nie zjada kręgosłupa z ośćmi, pasa barkowego i głowy. Nie pije wody, lecz czerpie ją ze zjadanego pokarmu.
W okresie od lipca 1991 do stycznia 1993 naukowcy przeprowadzili badania odchodów szarytek z populacji zachodnioatlantyckiej zamieszkujących wody przybrzeżne Sable Island, wyspy na Oceanie Atlantyckim, zlokalizowanej około 160 km na południowy wschód od kanadyjskiego półwyspu Nowa Szkocja. Badania przeprowadzone na próbkach kału pochodzącego od 365–393 zwierząt pozwoliły na ocenę składu ich diety. W badanych odchodach odkryto pozostałości 24 gatunków ryb. Okazało się, że podstawę żywieniową badanej populacji (95,4% suchej masy przyjmowanego pożywienia) stanowiły: dobijak islandzki (Ammodytes dubius) – 69,2%, dorsz atlantycki (Gadus morhua) – 15,5% oraz płastugi (Pleuronectiformes) – 10,7%.
Piśmiennictwo wylicza wiele konkretnych gatunków ryb, na których żeruje szarytka. Zespół badawczy morskich ssaków „Gatty Marine Laboratory” ze szkockiego University of St Andrews zaznacza, że ponad 70% diety (w niektórych lokalizacjach w różnych porach roku) mogą stanowić okoniokształtne z rodziny dobijakowatych. Badacze wymieniają także witlinki, dorsze, plamiaki, czarniaki oraz flądrokształtne: gładzice i flądry. Publikacja „Marine Mammals of the World” wylicza dodatkowo: stynkowate, różnego rodzaju rajowate, gromadniki, ryby z rodziny taszowatych, mintaje, łososie, a także mięczaki. Prawdopodobnie jednak szarytki wybierają gatunki ryb, które stanowią najłatwiejszą zdobycz, a w danym okresie i miejscu są najliczniejsze. Z tego powodu chętnie sięgają po ryby schwytane w rybackie sieci i w konsekwencji są w bezpośrednim konflikcie z rybołówstwem. Każdego dnia szarytka zjada około kilkunastu kilogramów pokarmu, co stanowi około 4–6% (lub 5–6%) własnej masy ciała.

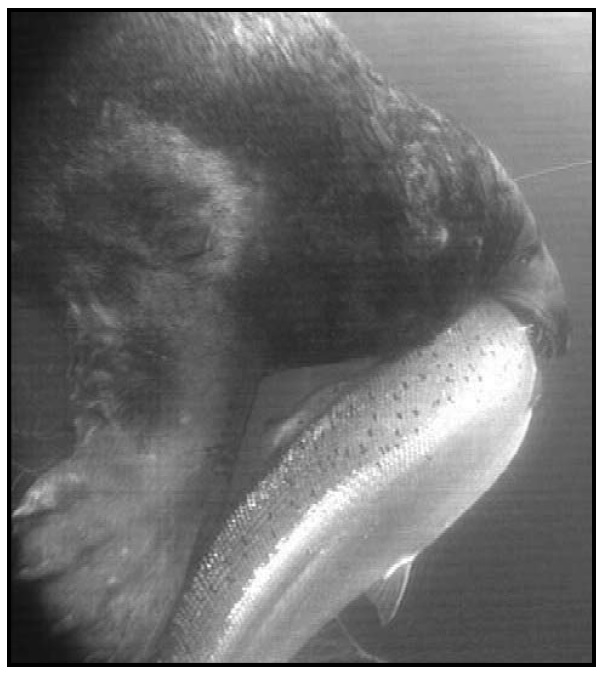
Szarytka bałtycka wykrada łososia z sieci rybackich

W 2012 roku naukowcy opublikowali na łamach „Aquatic Mammals” artykuł poświęcony analizie przyczyn powstania zmian urazowych i zgonów morświnów zwyczajnych, których ciała z dużymi ubytkami skóry i tkanki tłuszczowej zostały we wrześniu 2011 wyrzucone na brzeg w Belgii. Na podstawie znanych kształtów szczęk i uzębienia potencjalnych drapieżników badacze doszli do wniosku, że sprawcą musiały być szarytki morskie, mimo że żywią się głównie rybami i głowonogami, a do tego czasu nie były opisane inne przypadki takich agresywnych zachowań ze strony szarytek w stosunku do morświnów. Naukowcy spekulowali jedynie, że za przyczynami śmierci innych morświnów, których okaleczone ciała znajdowano wcześniej na południowym wybrzeżu Morza Północnego, również mogły stać ataki szarytek. Opisany przypadek został uznany za udokumentowanie zmiany strategii żywieniowej drapieżnika.

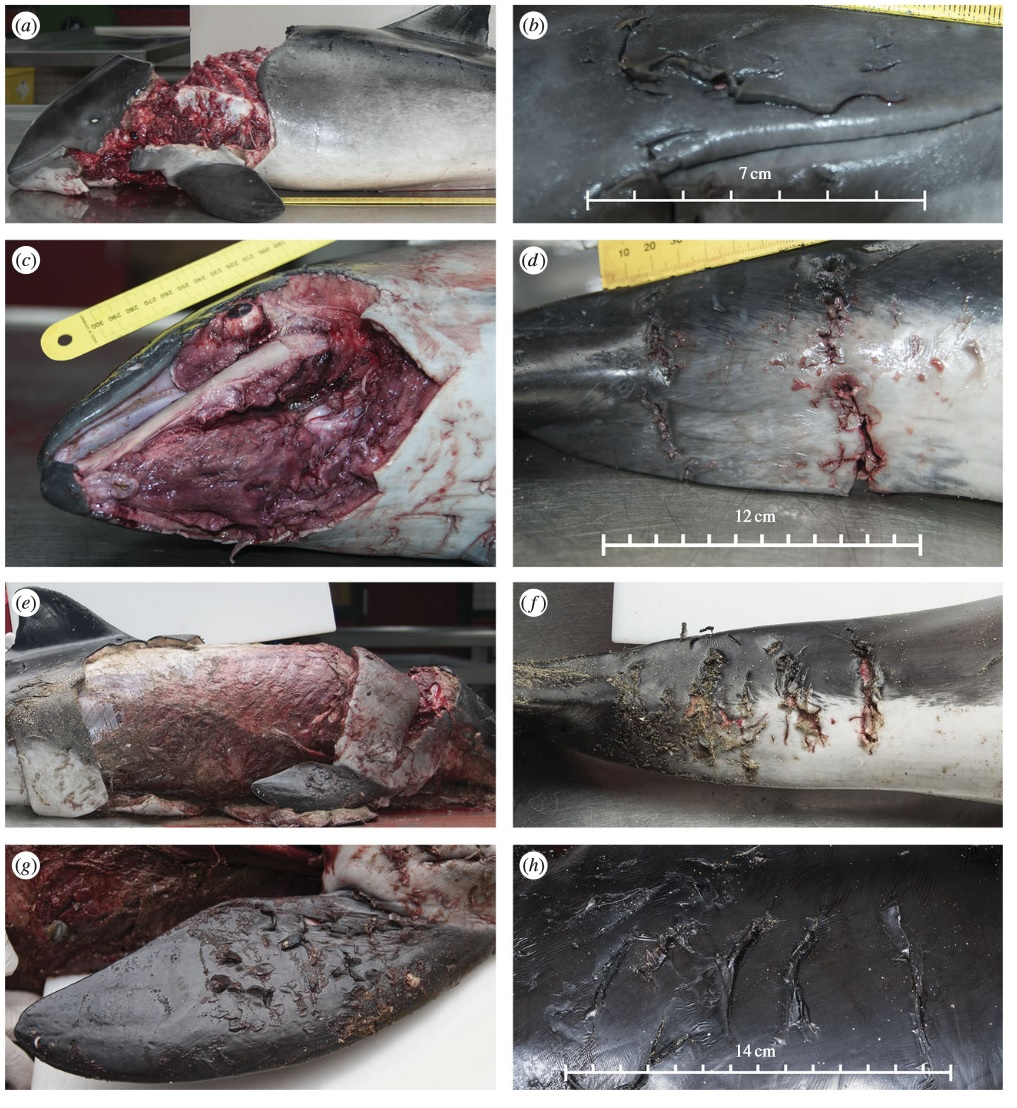
Morświny zwyczajne (Phocoena phocoena) po ataku szarytek morskich

W 2014 pojawiła się publikacja dokumentująca trzy obserwacje poczynione przez naukowców w Cieśninie Kaletańskiej (16 lutego 2013, 16 marca 2013 i 19 kwietnia 2013) w trakcie badań morskich ptaków oraz morskich i lądowych ssaków. Podczas pierwszej obserwacji stwierdzono, że dorosły osobnik (prawdopodobnie samiec) szarytki morskiej obgryza ciało morświna. Nie ustalono jednak, czy morświn został zabity przez szarytkę, czy szarytka jedynie żerowała na ciele martwego już walenia. Podczas drugiej obserwacji badacze byli świadkami gwałtownego i niespodziewanego ataku szarytki (także prawdopodobnie dorosły samiec) dokonanego spod wody na młodego morświna. Po kilku minutach przerwy atak został ponowiony. Podczas trzeciej obserwacji naukowcy stwierdzili fakt posilania się samca szarytki tkankami martwego morświna, który (sądząc po stanie ciała) musiał stracić życie około 5 dni wcześniej. Ponadto autorzy przeanalizowali urazy i przyczyny zgonów dwóch morświnów, których ciała znaleziono z początkiem 2012 roku na północnym wybrzeżu Francji. Na podstawie ran urazowych naukowcy ustalili, że zwierzęta te zostały zabite lub były zjadane przez szarytki.
W sierpniu, październiku i grudniu 2013 roku odnajdywano na wybrzeżu Holandii szczątki pojedynczych, martwych morświnów, których ciała nosiły ślady licznych urazów. Zostały przewiezione do laboratorium Uniwersytetu w Utrechcie, gdzie przeprowadzono badania genetyczne i stwierdzono obecność DNA szarytki (prawdopodobnie trzech pojedynczych osobników) w ranach kłutych, co pośrednio stanowiło dowód ich ataku na te morświny. Kolejne badania tego typu przeprowadzono na ciałach morświnów, które były w różnych okresach znajdowane na wybrzeżu Holandii. Badania te potwierdziły, że większość z owych zwierząt padła ofiarą ataków szarytek morskich, a drapieżnictwo ze strony tego gatunku może być uznane za jedną z głównych przyczyn zgonów w morświnów w Holandii.
Naukowcy opisywali także możliwe zachowania kanibalistyczne ze strony samców na szczeniętach. W 2016 Amy Bishop z Durham University opublikowała wyniki obserwacji, jakie poczyniła wraz z zespołem współpracowników w 2014 roku na Isle of May w Szkocji. Publikacja została udokumentowana zapisem wideo, który przedstawiał akt kanibalizmu samca na młodym osobniku. Zespół udokumentował pięć przypadków zabicia przez samca szczenięcia i kanibalizmu.

### Interakcje międzygatunkowe
Szarytki morskie padają łupem dużych morskich drapieżników: orek i rekinów (ostronosów atlantyckich, żarłaczy białych i rekinów polarnych). Śmiertelność powodowana przez rekiny może mieć lokalnie znaczenie dla kształtowania liczebności populacji tego gatunku – wzrost liczebności populacji fok szarych u wybrzeży Kanady w drugiej połowie XX w. przypisuje się zmniejszeniu presji drapieżniczej ze strony rekinów, wynikającej najprawdopodobniej z przełowienia populacji tych ryb. Na samotne lub osłabione młode polują drapieżne ptaki morskie: bieliki, mewy siodłate i mewy żółtonogie. Podczas pobytu na lądzie młodym zagrażać mogą również drapieżniki lądowe – zaobserwowano, że miejsca rozrodu fok szarych na Wyspach Brytyjskich bywają penetrowane przez lisy rude.
W związku z tym, że szarytki morskie są drapieżnikami szczytowymi, są również żywicielami ostatecznymi wielu gatunków pasożytów. Szarytki morskie są żywicielami pasożytniczych nicieni z rodzin Anisakidae (Anisakis simplex, Pseudoterranova decipiens, Contracaecum osculatum i Acanthocheilonema spirocauda) i Metastrongylidae, tasiemców i przywr (Pseudamphistomum truncatum) oraz kolcogłowów z rodzaju Corynosoma (C. strumosum, C. magdaleni, C. nortmerti i C. semerme). Infestacja pasożytami może być bardzo silna. Nawet do 38,5% osobników populacji zasiedlających morza Bałtyckie i Północne może być nosicielami kolcogłowów z rodzaju Corynosoma. W populacji bałtyckiej większość dorosłych osobników jest zarażona nicieniami C. osculatum. Zarażenie nicieniami powoduje nieżyt żołądka, ale rzadko w ostrej postaci. Silna infestacja fok pasożytami, których stadia pośrednie rozwijają się w rybach, odbija się negatywnie na kondycji populacji żywicieli pośrednich, zwiększając ryzyko zarażenia. Może to mieć wpływ na połowy gospodarcze na niektórych łowiskach.
Szarytki morskie są nosicielami wirusów z rodzaju Morbillivirus. U szarytek z West Hoyle Bank w Walii wykryto Corynebacterium phocae. Szarytki atakuje bardzo zaraźliwy wirus PDV (wirus foczej nosówki, z ang. PDV – Phocine distemper virus). Wirus osłabia działanie układu odpornościowego fokowatych, co prowadzi do infekcji – między innymi do zapalenia płuc. Weterynarze nie znają jeszcze sposobu leczenia tej epizootii. W 2002 roku wirus PDV był przyczyną śmierci około 30% fok u wybrzeży Danii, zaś w 1988 spowodował śmierć 60% fokowatych w tym rejonie. Wirus rozprzestrzenił się także na obszary należące do innych państw Europy. Szarytki są wyraźnie mniej podatne na jego działanie niż foki pospolite.
Roztocz Halarachne halichoeri powoduje infekcje dróg oddechowych fok.

### Siedlisko
Szarytka morska jest gatunkiem typowym dla strefy przybrzeżnej mórz, ale czasem wpływa rzekami w głąb lądu. Najchętniej zasiedla wybrzeża o dużej ilości łach piasku lub skalistych wysepek. Siedlisko zwykle jest ulokowane w rejonie zasobnym w ryby.

## Zagrożenia i ochrona
Znaczenie gatunku dla współczesnej gospodarki człowieka jest niewielkie. Przez wieki fokowate były jednak dla człowieka cennym źródłem oleju, skór i mięsa. Na Martha’s Vineyard, wyspie położonej na Atlantyku, u wybrzeży amerykańskiego stanu Massachusetts archeolodzy odkryli kości szarytki morskiej schwytanej przez Indian 4000–6500 lat temu. Na Bałtyku polowano na szarytki już ponad 10 000 lat temu. Motorem do prowadzenia masowych polowań były konflikty między człowiekiem a szarytkami i innymi fokowatymi na tle pozyskiwanych ryb. Zwierzęta niszczyły pławnice i sieci do połowu ryb. Prowadzono więc masowe polowania na te zwierzęta. Największym zagrożeniem dla szarytek bałtyckich jest człowiek. Na szarytki morskie polowano na większości zasięgu jej występowania aż do połowy XX wieku.
Dane historyczne potwierdzają, że jeszcze na początku XX wieku w Morzu Bałtyckim żyło około 100 000 szarytek bałtyckich (a w rejonie samego Pomorza Gdańskiego i Prus Wschodnich około 1000 osobników), ale do roku 1940 liczebność została zredukowana do około 20 000 zwierząt, bowiem fokowate były traktowane jak szkodniki niszczące rybackie sieci i konkurowały z rybakami w zdobywaniu ryb. Dziesiątkowaniu zwierząt sprzyjały rozpowszechnienie broni palnej po zakończonej I wojnie światowej oraz wypłacane nagrody na zabijanie szarytek. Późniejszy spadek liczebności zwierząt był spowodowany wysokim poziomem bioakumulacji wydalanych do środowiska chlorowanych węglowodorów (DDT, PCB), które powodowały poważne uszkodzenie narządów reprodukcyjnych samic szarytek morskich.
Szarytka morska jest gatunkiem chronionym na mocy ustawodawstw, zarówno krajowego, jak i międzynarodowego. Polowania są prowadzone jedynie na niewielkiej części zasięgu występowania i ukierunkowane na zmniejszenie oddziaływania z rybołówstwem. Prowadzony monitoring liczebności wskazuje, że liczebność szarytek powoli wzrasta. Nadal jednak (szczególnie młodym i niedoświadczonym) szarytkom grozi śmierć w sieciach rybackich. Naruszane bywają ich siedliska i prowadzone są nielegalne polowania. Na szwedzkich łowiskach bałtyckich co roku około 300 szarytek wpada do sieci jako przyłów. Na wodach brytyjskich w sieciach rybackich życie straciło 148 oznakowanych szarytek (na 528 zgonów). W latach 1999–2003 na terenie północnoatlantyckich łowisk Stanów Zjednoczonych życie w sieciach straciło 141 fok.
Rekomendacje Komisji Ochrony Środowiska Morskiego Bałtyku oraz Międzynarodowej Rady Badań Morza (ICES) wskazują na konieczność podejmowania działań na rzecz ratowania fok bałtyckich. W celu ochrony tworzone są ostoje, rezerwaty, ośrodki rozrodu i ośrodki rehabilitacji tych zwierząt. Raport Komisji Ochrony Środowiska Morskiego Bałtyku (Grupy „HELCOM Project on Seals”) z listopada 2001 roku konkretyzuje potrzeby ochrony trzech gatunków fokowatych zasiedlających Bałtyk.
Szarytka morska jest wymieniona w załączniku II dyrektywy siedliskowej w sprawie ochrony siedlisk przyrodniczych oraz dzikiej fauny i flory. W związku z tym kraje członkowskie są zobligowane do wyznaczania sieci obszarów europejskiego systemu ochrony przyrody Natura 2000. Polska populacja szarytek bałtyckich jest objęta ochroną na terenie obszarów: PLH220032 Zatoka Pucka i Półwysep Helski, PLH220023 Ostoja Słowińska, PLH280007 Zalew Wiślany i Mierzeja Wiślana, PLH220072 Kaszubskie Klify, oraz PLH320019 Wolin i Uznam.
Szarytka morska jest również objęta ochroną na mocy Konwencji o ochronie gatunków dzikiej flory i fauny europejskiej oraz ich siedlisk (konwencji berneńskiej) i załącznika II Konwencji o ochronie wędrownych gatunków dzikich zwierząt (konwencja bońska). Wszystkie gatunki fokowatych występujące naturalnie na terenie Rzeczypospolitej Polskiej objęte są ochroną gatunkową ścisłą na mocy Ustawy z dnia 16 kwietnia 2004 r. o ochronie przyrody oraz odpowiedniego Rozporządzenia Ministra Środowiska w sprawie ochrony gatunkowej zwierząt.
Międzynarodowa Unia Ochrony Przyrody zaliczyła szarytki morskie do gatunków najmniejszej troski, umieszczając je w kategorii LC (least concern). Polska czerwona księga zwierząt zalicza szarytki do gatunków bardzo wysokiego ryzyka (EN). W państwach basenu morza bałtyckiego szarytka bałtycka zaliczana jest do kategorii bardzo wysokiego ryzyka (EN) lub narażonych na wyginięcie.
W innych państwach basenu morza bałtyckiego takich jak Szwecja, Finlandia czy Estonia prowadzi się polowania na szarytki w celu ograniczenia ich populacji na Bałtyku

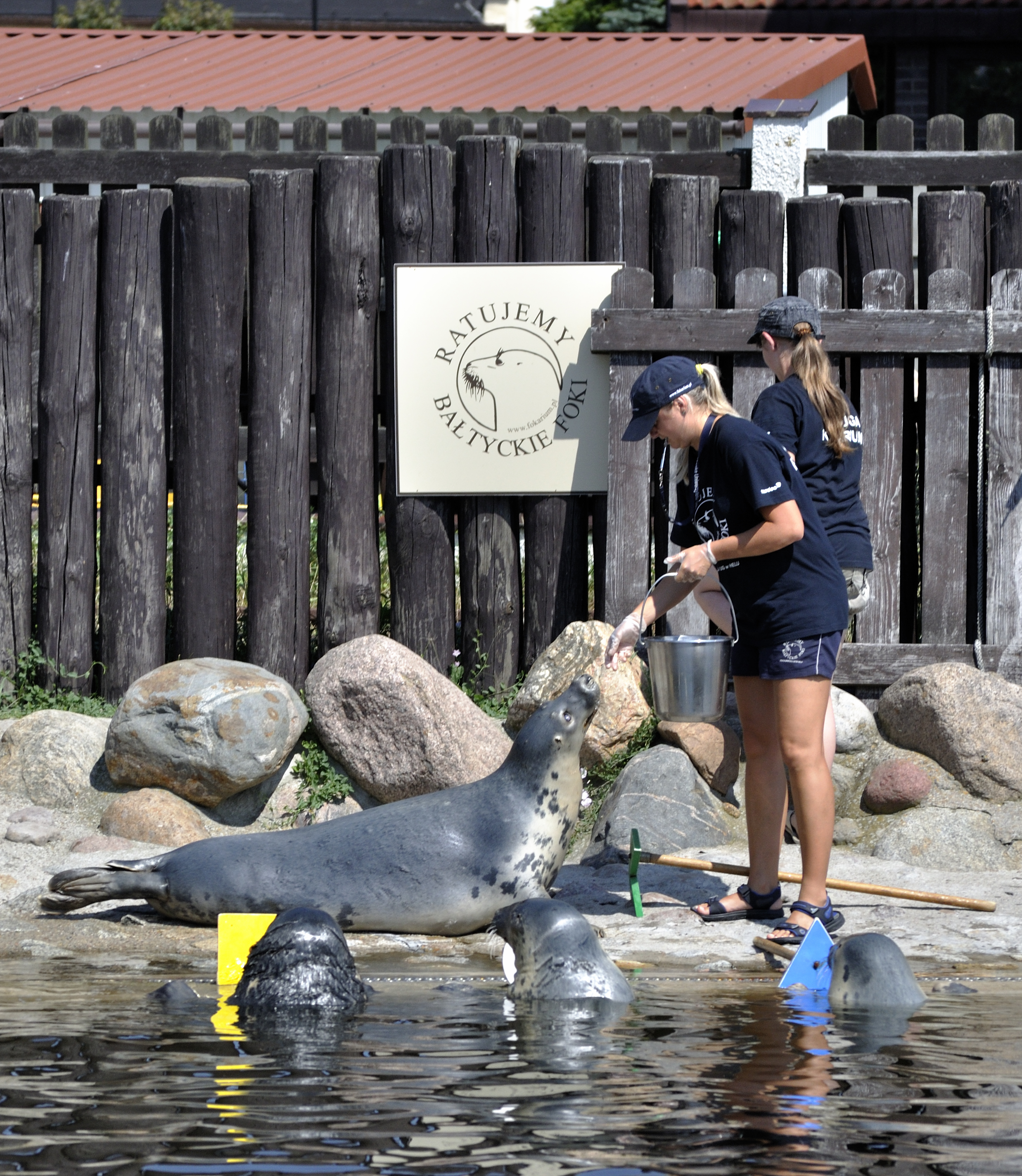
Fokarium Stacji Morskiej Instytutu Oceanografii Uniwersytetu Gdańskiego w Helu

.

### Stacja Morska Instytutu Oceanografii Uniwersytetu Gdańskiego
Zlokalizowana w Helu Stacja Morska Instytutu Oceanografii Uniwersytetu Gdańskiego prowadzi prace badawcze ukierunkowane na przygotowania do eksperymentalnej hodowli, odtworzenia populacji w południowej części Bałtyku i restytucji szarytki morskiej do Zatoki Gdańskiej. Stacja prowadzi także działalność edukacyjną. Należące do niej fokarium wypełnia zadanie wspomagania ochrony gatunku i upowszechniania o nim wiedzy. Fokarium jest udostępnione dla publiczności i co roku przyciąga coraz większą liczbę odwiedzających. Fokarium istnieje od 1999 roku, choć działalność ukierunkowana na rzecz ochrony szarytki morskiej sięga końca marca 1992 roku, gdy stacja podjęła z plaży w Juracie ranną szarytkę, której nadano imię Balbin (pierwotnie Balbina). Balbin był młodym samcem, był chory i miał ranę koło przedniej płetwy, a samą płetwę uszkodzoną. Zwierzę zostało wyleczone, a podjęta akcja ratunkowa stała się inspiracją dla pracowników stacji do podjęcia problematyki bałtyckich szarytek. Od tego czasu stacja sukcesywnie dba o rozwój badań biologicznych, weterynaryjnych i hodowlanych nad fokami, a wyleczone w niej zwierzęta – wraz z uzyskanym z hodowli przychówkiem – są regularnie wypuszczane na wolność.

## Obecność w kulturze
Elton John skomponował utwór Grey seal (szara foka). Piosenka pojawiła się na płycie Goodbye Yellow Brick Road w 1970 roku. 17 stycznia 2007 r. Narodowy Bank Polski w ramach serii „Zwierzęta Świata” wprowadził do obiegu dwie monety przedstawiające fokę szarą (szarytkę morską) o nominałach: 20 zł – wykonaną w srebrze stemplem lustrzanym, oraz 2 zł – wykonaną w stopie ze stemplem zwykłym.
W 1998 roku Poczta Polska wprowadziła do obiegu serię 6 znaczków oraz bloczek pod tytułem „Ochrona Bałtyku”, na których prezentowana jest szarytka morska, zaś w 2009 bloczek „Ssaki Bałtyku”, gdzie wśród ssaków zamieszkujących ten akwen jest także przedstawiona szarytka.